# 조차 (철도)

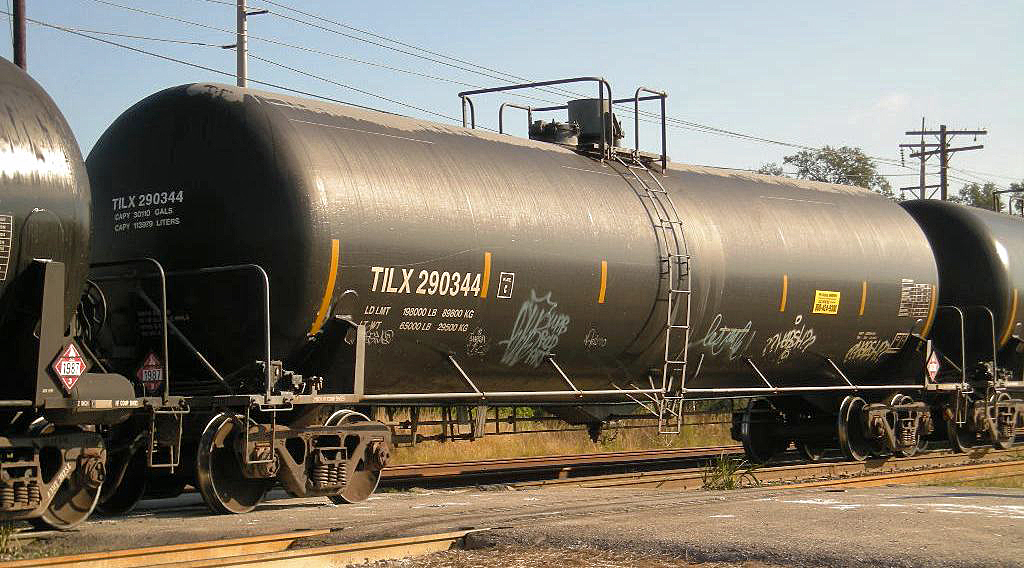
탱크차

조차(槽車, tank car)란 탱크형 화대를 설치한 화차를 말한다. 적하물로는 석유 등의 액체 및 시멘트 등의 분체가 주를 이룬다.

## 같이 보기
- 수소경제
- 탱크트럭
- 보온병